# Трансгендерна сексуальність
Сексуальність у трансгендерних осіб охоплює всі питання сексуальності інших груп, включаючи встановлення сексуальної ідентичності, навчання вирішенню власних сексуальних потреб та пошук партнера, але може ускладнюватися проблемами гендерної дисфорії, побічними ефектами хірургічних, фізіологічних та емоційних наслідків замісної гормональної терапії, психологічні аспекти вираження сексуальності після медичного переходу або соціальні аспекти вираження своєї статі.

## Сексуальна орієнтація
Історично склалося так, що клініцисти позначали транс людей як гетеросексуальних чи гомосексуальних щодо їхньої статі, визначеної при народженні.     У трансгендерній спільноті найпоширеніші терміни сексуальної орієнтації, засновані на гендерній ідентичності, і ці терміни включають лесбійок, геїв, бісексуалів, небінарних, квір та інших.  У літературі терміни гінефілія та андрофілія іноді використовуються для опису потягу до жінок та чоловіків відповідно. 

### Розподіл сексуальної орієнтації
У Сполучених Штатах трансгендерні люди, які брали участь в опитуванні 2015 року, визначили себе квір (21%), пансексуалами (18%), геями, лесбійками чи людьми, що люблять людей однієї статі (16%), гетеросексуальними (15%), бісексуальними ( 14%) та асексуальними (10%).  

#### Трансгендерні жінки
Опитування близько 3000 американських транс-жінок 2015 року показало, що щонайменше 60% приваблюють жінки.  

#### Трансгендерні чоловіки
Фоерстер повідомив про 15-річні успішні стосунки між жінкою та чоловіком, який перейшов у кінці 1960-х.  
У 20 столітті транс-чоловіки, яких приваблювали жінки, намагалися продемонструвати існування та законність своєї особистості.  Багато транс-чоловіків, яких приваблюють жінки, наприклад, джазовий музикант Біллі Типтон, зберігали свій статус транс-приватним до самої смерті.
Хоча література вказує на те, що більшість транс-чоловіків ідентифікують себе як гетеросексуальних,   їх вподобання можуть відрізнятися.  Метт Кейлі, автор книги "Просто додай гормони: Інсайдерський посібник з транссексуального досвіду"  розповідає про свій перехід "від 40-річної гетеросексуальної жінки до гея, яким він завжди себе знав". 
Опитування приблизно 2000 американських транс-чоловіків 2015 року показало більшу різницю в сексуальній орієнтації або сексуальній ідентичності серед транс-чоловіків. 23% визнано гетеросексуальними. Переважна більшість (65%) визначили свою сексуальну орієнтацію або сексуальну ідентичність як квір (24%), пансексуальний (17%), бісексуальний (12%), гей (12%), асексуальний (7%) і 5% не відповіли. 
Гей-транс чоловіки мають різний рівень прийняття в інших громадах.  На початку лікування тестостероном деякі транс-чоловіки повідомляють про збільшення як свого лібідо, так і бажання займатися сексом з чоловіками. 

## Сексуальні практики
Тобі Хілл-Мейєр, як він сам себе називає "Queer Trans Multiracial Sex-Positive Activist Writer and Porn Maker", знімає документальний фільм "Doing It Again: In Depth" про сексуальність трансгендерних людей. Станом на 17 грудня вийшов том 1: Грайливі пробудження.  Він опитує пари, де обоє людей є трансгендерами. Вчений з культурології Дж. Р. Латем написав перший остаточний аналіз сексуальних практик чоловіків у журналі "Сексуальності" . 

### Присвоєння імені тілу
Багато трансгендерних людей вирішують не використовувати мову, яка зазвичай використовується для позначення статевих частин тіла, замість цього використовують менш гендерно-чутливі слова. Причиною такої практики є те, що почуття типових назв геніталій та інших статевих частин тіла може спричинити важку гендерну дисфорію у деяких транс-людей. 
Зрештою, рішення про те, як називати частини свого тіла, залежить від особи, чиє тіло називається. 

## Історія
У DSM-III-R, випущеному в 1987 році, була створена категорія "розлад гендерної ідентичності", а "транссексуалізм" поділявся на "асексуальний", "гомосексуальний", "гетеросексуальний" та "неуточнений" підтипи. 
У DSM-IV-TR, випущеному в 2000 році, "транссексуалізм" було перейменовано на "розлад гендерної ідентичності".
У DSM-V, випущеному в 2013 році, і який в даний час використовується в США та Канаді, "розлад гендерної ідентичності" зараз є "гендерною дисфорією", а специфікації привабливості є або гінефілічними, або андрофільними. 